# Wilhelm Heinrich Masser
Wilhelm Heinrich Masser auch Billy Masser (* 30. Juni 1824 in Sorau; † 19. Januar 1907 in Delbrück) war ein preußischer Diener, Mitarbeiter und Mitwirkender der Fürstenfamilie um Hermann von Pückler-Muskau.

## Leben und Wirken
Masser verbrachte seine Kindheit und Jugend im schlesischen Naumburg unweit von Christianstadt an der Bober. Im Jahre 1841 trat der siebzehnjährige, kleinwüchsige Heinrich Masser in die Dienste der Fürstin Lucie von Pückler-Muskau. Sie ermöglichte ihm eine weitergehende Bildung und betraute ihn zunächst mit Aufgaben eines Unterhalters und Sekretärs. Um das Jahr 1849 begleitete er die Fürstenfamilie in das oberösterreichische  Salzkammergut; er besuchte den Wolfgangsee, den Mondsee, Bad Ischl. Auf der Rückreise hielt man in Wien und Prag. Im Jahre 1855 reiste er allein auf das Schloss Hardenberg in Krenkerup auf Lolland in Dänemark um eine Nichte, Ida Augusta Christiansdatter Komtesse Hardenberg-Reventlow (1799–1867) der Fürstin zu besuchen. Weitere Reisen führten ihn auch nach Danzig, Königsberg, Potsdam und Berlin, Dresden, Frankfurt an der Oder und Frankfurt am Main, Köln und Hannover. Häufig waren die Reisen zur fürstlichen Verwandtschaft mit Einladungen zur Jagd verbunden. Masser war ein leidenschaftlicher Jäger. Er besuchte die erste Tochter von Lucie Adelheid von Carolath-Beuthen und deren Ehemann Heinrich zu Carolath-Beuthen des Öfteren und war auch bei den Jagdausflügen in dem nahe bei Carolath gelegenen Jagdhaus Heinrichslust zu Gast.
Später avancierte er zum Geheimsekretär, Bibliothekar und Haushofmeister in den Besitzungen, den Schlössern Muskau und Branitz. Nach dem Tod der Fürstin am 8. Mai 1854 blieb Billy mit Fürst Pückler in Branitz, wo er weiterhin als Sekretär arbeitete. Aber auch als Tischgenosse bei dessen regelmäßigen Gastmahl war er zugegen. Nach Pücklers Tod im Jahre 1871 musste Masser das Schloss Branitz, mit einer Rente des Fürstenpaares versorgt, verlassen. Seine weiteren Wege führten in nach Dresden, wo er die Berlinerin Klara Schrader heiratete. Das Paar zog in das thüringische Kahla und von dort in das westfälische Lipperland. Aus der Verbindung gingen zwei Töchter und einige Enkelkinder hervor.